# Wayne and Shuster
Johnny Wayne (nato Luis Weingarten; 28 maggio 1918 – 18 luglio 1990) e 
Frank Shuster (5 settembre 1916 – 13 gennaio 2002) conosciuti come Wayne and Shuster sono stati un duo comico canadese.
Il duo comico, attivo dai primi anni quaranta, fino ai tardi anni ottanta del secolo scorso, era molto conosciuto in Canada, ospiti fissi nella trasmissione The Ed Sullivan Show.

## Biografia

### Gli inizi
Wayne e Shuster, entrambi studenti, si incontrarono all'Harbord Collegiate Institute a Toronto nel 1930. Studiarono all'Università di Toronto, dove scrissero e composero per il teatro, e, nel 1941, esordirono per la stazione radiofonica CFRB con un loro show personale: "The Wife Preservers", dove dispensavano suggerimenti alle famiglie in chiave umoristica. Questo esordio diede alla coppia l'opportunità di realizzare un loro spettacolo comico personale, trasmesso sulla rete Canadian Broadcasting Corporation intitolato: "Shuster & Wayne".
Nel 1942 si arruolarono nell'esercito canadese e intrattennero le truppe in Europa durante la seconda guerra mondiale Nel 1946, ritornati in Canada, crearono, per la radio CBS, il "Wayne and Shuster Show". La prima apparizione del duo, all'"Ed Sullivan Show" nel 1958 ebbe un tale successo che negli 11 anni successivi furono richiamati nello show per altre 67 volte, un record.
Wayne e Shuster rifiutarono molte offerte per trasferirsi negli Stati Uniti d'America, preferendo rimanere a Toronto. Furono coprotagonisti in una sit-com estiva per la rete televisiva CBS: "Holiday Lodge" che, nel 1961, fu trasmessa al posto del programma di Jack Benny, famoso attore statunitense del periodo.
Dopo essere stati protagonisti assoluti di una serie televisiva settimanale nel corso degli anni cinquanta, nei primi anni sessanta iniziarono, sempre sulla CBS, una serie mensile, la "Monthly Wayne & Shuster comedy specials" trasmessa fino agli anni ottanta, quando la loro comicità venne ormai considerata "Old style comedy".
Tuttavia furono fonte d'ispirazione per le nuove leve comiche canadesi, come ad esempio Lorne Michaels, i Royal Canadian Air Farce e The Kids in the Hall. Durante la fine degli anni ottanta, grazie alla diffusione dei loro sketch comici trasmessi in blocchi di mezz'ora nelle reti di tutto il mondo, come ad esempio "Wayne & Shuster", la coppia iniziò a girare un nuovo film introduttivo per la serie.

### L'umorismo di Wayne e Shuster
L'umorismo di Wayne e Shuster era una combinazione di comicità "colta" e "grossolana". Utilizzavano spesso ambientazioni e personaggi classici o shakespeariani: ad esempio, nella loro prima apparizione all'"Ed Sullivan Show" misero in scena una versione comica del Giulio Cesare, come se fosse un moderno poliziesco, dal titolo "Rinse the Blood off My Toga", passata alla storia per la battuta "Julie don't go!"
All'apertura dello Stratford Shakespeare Festival Canadese del 1958 Wayne e Shuster idearono una storia-burla prendendo spunto dal baseball e utilizzando personaggi come Amleto e Macbeth. 
In un'intervista, Wayne e Shuster raccontarono di come discussero una volta sulla "saggezza" dello sketch del baseball, ed a loro detta, ritenevano improbabile che fosse adatto ad un pubblico di massa. Wayne era esitante, Shuster invece fiducioso che avrebbe avuto successo. Una sera si trovavano in un ristorante di Toronto e discutevano la questione, quando un lavapiatti gli si presentò davanti e il duo comico gli chiese cosa lui ne pensasse: ottennero, grazie al suo consiglio, la versione definitiva dello sketch.
Uno dei numerosi personaggi di Wayne era uno scienziato naturalista chiamato Waynegartner, una derivazione del suo nome di nascita. La coppia basò spesso i loro sketch sugli eventi contemporanei, sulle mode e sui programmi televisivi del tempo.
La versione parodistica di All in the family fu All in the Royal Family, con il re che "apostrofa" Amleto, "Meathead", e la regina, "Dingbat". Quando la Paramount Pictures era in procinto di realizzare il film di Star Trek, i due realizzarono una versione parodistica del film, con "Star Schtick". Quando era in onda la serie crime "The Equalizer", loro risposero con "The Tranquilizer" e via discorrendo.

### Fine carriera e riconoscimenti postumi
Wayne morì nel 1990. Dopo la sua morte, il duo ha ricevuto una speciale "Gemini Award" per il loro straordinario contributo alla televisione canadese. Nel 1996 Shuster ha accettato l'iscrizione al Margaret Collier Award e successivamente all'Ordine del Canada. Shuster, ha tentato qualche lavoro da solista dopo la morte di Wayne, ma, nell'ultimo decennio era chiaro che il pubblico preferiva seguire le sue retrospettive in coppia con Wayne, una serie prodotta da una collaborazione tra Canada ed USA andata in onda in prima serata nel corso dei primi anni novanta. Shuster, tra l'altro morì nel 2002.

## Curiosità e parodie
Nel film "A bit on Late Night" con Conan O'Brien chiamato "National Act Like Canada Matters Day", il chitarrista Jimmy Vivino disse ad O'Brien, "Wow, Conan, you're a regular Wayne and Shuster."
Nel 1965 Il "Wayne & Shuster hour" vinse la "Silver Rose" al "Rose d'Or Television Festival".
La raccolta comica di Wayne and Schuster's "Frontier Psychiatrist" è stata citata dalla band australiana "The Avalanches" nel loro album "Since I Left You". Altri esempi analoghi sono stati trovati nelle tracce "Frontier Psychiatrist" e "Radio".